# تراسي كورو
تراسي كورو (بالإنجليزية: Tracey Curro)‏ هي صحفية أسترالية، ولدت في 27 نوفمبر 1963 في إنغهام في أستراليا.